# Радислебен
Радислебен (нем. Radisleben) — община в Германии, в земле Саксония-Анхальт, входит в район Гарц, и подчиняется городскому округу Балленштедт.
Население составляет 453 человек (на 31 декабря 2008 года). Занимает площадь 8,17 км².

## История
Первое упоминание о поселении относится к 964 году, а ещё раньше, в 810 году здесь был заложен монастырь Святого Стефана.
1 января 2010 года Радислебен, вместе с другими близлежащими поселениями, были объединены в городской округ Балленштедт, а управление Балленштедт/Боде-Зельке-Ауэ было упразднено.